# داريلنغتون (كارولاينا الجنوبية)
داريلنغتون (بالإنجليزية: Darlington city, South Carolina)‏ هي مدينة تقع بولاية كارولاينا الجنوبية في الولايات المتحدة. تبلغ مساحتها 12.01 كم2، وترتفع عن سطح البحر 45 م، بلغ عدد سكانها 6,289 نسمة في عام 2010 حسب إحصاء مكتب تعداد الولايات المتحدة وتصل الكثافة السكانية فيها 523.6 نسمة لكل كيلومتر مربع (1,356.1/ميل2).

## التركيبة السكانية
حدّد مكتب تعداد الولايات المتحدة بيانات التركيبة السكانية لداريلنغتون في تعداد الولايات المتحدة. في ما يلي، التركيبة السكانية حسب تعدادي 2000 و2010.

### تعداد عام 2000
بلغ عدد سكان داريلنغتون 6,720 نسمة بحسب تعداد عام 2000، وبلغ عدد الأسر 2,812 أسرة وعدد العائلات 1,767 عائلة مقيمة في المدينة. في حين سجلت الكثافة السكانية 559.5 نسمة لكل كيلومتر مربع (1,449.1/ميل2). وبلغ عدد الوحدات السكنية 3,140 وحدة بمتوسط كثافة قدره 261.4 لكل كيلومتر مربع (677.0/ميل2).
وتوزع التركيب العرقي للمدينة بنسبة 42.50% من البيض و56.04% من الأمريكيين الأفارقة و0.16% من الأمريكيين الأصليين و0.36% من الأمريكيين ذوي الأصول الآسيوية و0.01% من سكان جزر المحيط الهادئ و0.51% من الأعراق الأخرى و0.42% من عرقين مختلطين أو أكثر و1.01% من الهسبانيون أو اللاتينيون من أي عرق.
بلغ عدد الأسر 2,812 أسرة كانت نسبة 33.5% منها لديها أطفال تحت سن الثامنة عشر تعيش معهم، وبلغت نسبة الأزواج القاطنين مع بعضهم البعض 34.3% من أصل المجموع الكلي للأسر، ونسبة 24.9% من الأسر كان لديها معيلات من الإناث دون وجود شريك، بينما كانت نسبة 3.6% من الأسر لديها معيلون من الذكور دون وجود شريكة وكانت نسبة 37.2% من غير العائلات. تألفت نسبة 34.3% من أصل جميع الأسر من عدة أفراد يعيشون في نفس المنزل ونسبة 14.5% كانت تتألف من شخص يعيش بمفرده يبلغ من العمر 65 عاماً أو أكثر. وبلغ متوسط حجم الأسرة المعيشية 2.30، أما متوسط حجم العائلات فبلغ 2.96.
بلغ العمر الوسطي للسكان 39.3 عاماً. وكانت نسبة 25.2% من القاطنين تحت سن الثامنة عشر، وكانت نسبة 8.7% بين الثامنة عشر والرابعة والعشرين عاماً، ونسبة 23.3% كانت واقعةً في الفئة العمرية ما بين الخامسة والعشرين والرابعة والأربعين عاماً، ونسبة 23.5% كانت ما بين الخامسة والأربعين والرابعة والستين، ونسبة 15.8% كانت ضمن فئة الخامسة والستين عاماً فما فوق. يوجد لكل 100 أنثى 80.6 ذكر، ويوجد لكل 100 أنثى في الثامنة عشر من عمرها فما فوق 71.4 ذكر.
بلغ متوسط دخل الأسرة في المدينة 24,869 دولارًا، أما متوسط دخل العائلة فبلغ 33,971 دولارًا. وكان متوسط دخل الذكور 28,110 دولارًا مقابل 20,206 دولارًا للإناث. وسجل دخل الفرد الخاص بالمدينة 15,454 دولارًا. وكانت نسبة 24.9% من العائلات ونسبة 29.4% من السكان تحت خط الفقر، وكان من هؤلاء نسبة 38.9% تحت سن الثامنة عشر ونسبة 29.5% في الخامسة والستين من العمر وما فوق.

### تعداد عام 2010
بلغ عدد سكان داريلنغتون 6,289 نسمة بحسب تعداد عام 2010، وبلغ عدد الأسر 2,636 أسرة وعدد العائلات 1,638 عائلة مقيمة في المدينة. في حين سجلت الكثافة السكانية 523.6 نسمة لكل كيلومتر مربع (1,356.1/ميل2). وبلغ عدد الوحدات السكنية 2,994 وحدة بمتوسط كثافة قدره 249.3 لكل كيلومتر مربع (645.7/ميل2).
وتوزع التركيب العرقي للمدينة بنسبة 37.94% من البيض و60.65% من الأمريكيين الأفارقة و0.21% من الأمريكيين الأصليين و0.45% من الأمريكيين ذوي الأصول الآسيوية و0.11% من الأعراق الأخرى و0.65% من عرقين مختلطين أو أكثر و0.70% من الهسبانيون أو اللاتينيون من أي عرق.
بلغ عدد الأسر 2,636 أسرة كانت نسبة 31.2% منها لديها أطفال تحت سن الثامنة عشر تعيش معهم، وبلغت نسبة الأزواج القاطنين مع بعضهم البعض 30.5% من أصل المجموع الكلي للأسر، ونسبة 27.8% من الأسر كان لديها معيلات من الإناث دون وجود شريك، بينما كانت نسبة 3.8% من الأسر لديها معيلون من الذكور دون وجود شريكة وكانت نسبة 37.9% من غير العائلات. تألفت نسبة 34.3% من أصل جميع الأسر من عدة أفراد يعيشون في نفس المنزل ونسبة 14.9% كانت تتألف من شخص يعيش بمفرده يبلغ من العمر 65 عاماً أو أكثر. وبلغ متوسط حجم الأسرة المعيشية 2.32، أما متوسط حجم العائلات فبلغ 2.98.
بلغ العمر الوسطي للسكان 41.6 عاماً. وكانت نسبة 23.8% من القاطنين تحت سن الثامنة عشر، وكانت نسبة 8.1% بين الثامنة عشر والرابعة والعشرين عاماً، ونسبة 21.6% كانت واقعةً في الفئة العمرية ما بين الخامسة والعشرين والرابعة والأربعين عاماً، ونسبة 27.5% كانت ما بين الخامسة والأربعين والرابعة والستين، ونسبة 19% كانت ضمن فئة الخامسة والستين عاماً فما فوق. وتوزع التركيب الجنسي للسكان بنسبة 43.3% ذكور و56.7% إناث.

## وصلات خارجية
- الموقع الرسمي